# Битва за Сухумі
Битва за Сухумі або Різанина у Сухумі (груз. სოხუმის დაცემა) — події 16—27 вересня 1993 року, що мали місце в ході грузино-абхазької війни. В ході боїв контроль над містом перейшов від сил Грузії до сил Республіки Абхазія.

## Хід подій
16 вересня 1993 року сили, які виступали за відокремлення Абхазії від Грузії, порушили встановлене раніше перемир'я (слід підкреслити, що грузинські сили також порушували перемир'я обстрілами[джерело?]), ініціатором якого виступала ООН, а гарантом — Російська Федерація, і приступили до штурму Сухумі, з якого в рамках перемир'я були виведені грузинські танки і важка артилерія. В операції брали участь абхазькі формування, загони Конфедерації гірських народів Кавказу, козаки тощо. Протягом дня 27 вересня грузинські підрозділи залишили більшу частину міста і відступили до будівлі уряду Абхазії, яку потім також було захоплено абхазькими силами.

### Масові вбивства
27 вересня 1993 року, після двогодинного бою біля будівлі Ради міністрів, абхазами були захоплені і потім розстріляні без суду співробітники прогрузинського уряду Абхазії: голова Ради міністрів Абхазії Жиулі (Жюлі) Шартава, державний радник Вахтанг Гегелашвілі, співробітник Радміну Сумбат Саакян, міністр промисловості Рауль Ешба, мер Сухумі Гурам Габескірія, голова прес-центру Олександр Берулава тощо
Окремі абхазькі і кавказькі бійці виявляли неймовірну жорстокість у ставленні до цивільного населення: зі слів письменника Тамаза Надареішвилі, в Сухумі була зґвалтована, жорстоко вбита і розчленована дівчина, поруч з останками якої залишили записку: «Як ці частини тіла більше не поєднати, так і Абхазії з Грузією не будуть більше разом».